# El Prat de Llobregat
Pour les articles homonymes, voir Prat.
El Prat de Llobregat est une commune de la province de Barcelone, en Catalogne, en Espagne, de la comarque de Baix Llobregat.

## Géographie
Commune située dans l'aire métropolitaine de Barcelone.

## Politique et administration
La ville d'El Prat de Llobregat comptait 64 132 habitants aux élections municipales du 26 mai 2019. Son conseil municipal (en espagnol : Pleno del Ayuntamiento) se compose donc de 25 élus.
Depuis les premières élections municipales démocratiques de 1979, la ville a toujours été dirigée par un maire issu de la gauche radicale et catalaniste.

### Maires
| Mandat    | Maire | Maire                                                 | Parti | Majorité |
| --------- | ----- | ----------------------------------------------------- | ----- | -------- |
| 1979-1983 |       | Antonio Martín Sánchez (ca) Lluís Tejedor (ca) (1982) | PSUC  | 10 / 25  |
| 1983-1987 |       | Lluís Tejedor (ca)                                    | PSUC  | 12 / 25  |
| 1987-1991 |       | Lluís Tejedor (ca)                                    | IC    | 12 / 25  |
| 1991-1995 |       | Lluís Tejedor (ca)                                    | IC    | 13 / 25  |
| 1995-1999 |       | Lluís Tejedor (ca)                                    | IC    | 13 / 25  |
| 1999-2003 |       | Lluís Tejedor (ca)                                    | ICV   | 14 / 25  |
| 2003-2007 |       | Lluís Tejedor (ca)                                    | IC-V  | 12 / 25  |
| 2007-2011 |       | Lluís Tejedor (ca)                                    | IC-V  | 11 / 25  |
| 2011-2015 |       | Lluís Tejedor (ca)                                    | IC-V  | 11 / 25  |
| 2015-2019 |       | Lluís Tejedor (ca)                                    | IC-V  | 11 / 25  |
| 2019-2023 |       | Lluís Mijoler (ca)                                    | EPC   | 11 / 25  |
| 2023-2027 |       | Lluís Mijoler (ca) Alba Bou Jordà (2025)              | EPC   | 9 / 25   |

## Démographie
La population du Prat de Llobregat est de 63 688 habitants, selon les données de recensement de la population au 1er janvier 2011.
Après avoir vécu de fortes augmentations démographiques à partir de la mi-vingtième siècle, la population du Prat de Llobregat reste plus ou moins stable depuis 1980, avec une tendance à la baisse dans la dernière décennie.

## Économie
El Prat de Llobregat accueille sur son territoire l'aéroport Josep Tarradellas Barcelone-El Prat.

## Transports
El Prat de Llobregat est connectée au réseau du métro de Barcelone, par la ligne 9 depuis 2016.

## Lieux et monuments
- Casa de la Villa (Plaza de la Villa) Édifice néo-gothique construit en 1905, sous la direction de l'architecte municipal catalan Joan Feu Puig. Le commanditaire de cette œuvre était Albert Haga Guilera, qui fut 3 fois maire du Prat de Llobregat (1925-1929, 1934-1935, 1940).
- Casa de la Villa - Cuartel de Carabineros - Cases d'en Puig - Edificio del Semáforo - Église de San Pedro y San Pablo (Cripta, campanario, Rectoría)- Granja la Ricarda - El Artesano- La Telegrafía - Mercado Municipal - Teatro Moderno - Torre Balcells - Torre Muntadas.

### Parcs et Jardins
Jardines de Andalucía - Jardines de Àngel Guimerà - Jardines de Francesc Macià - Jardines de Garrovillas - Jardines de Joan Salvat Papasseit - Jardines del Huerto de la Virtudes - Jardines de la Noguera - Jardines de la Paz - Jardines de la Pica d'Estats - Jardines de la Ribera - Jardines de la Ricarda - Jardines de Lluís Companys - Jardines de Mercè Rodoreda - Jardines de Mon Rincón - Jardines de Montserrat Roig.

## Personnalités
- Joan Busquets Architecte, Urbaniste, professeur d'université en Catalogne, université Harvard. Prix Erasme 2011, Grand prix de l'Architecture 2011. Né en 1946 à El Prat de Llobregat. Il est choisi en 2010 pour construire le projet urbain du centre-ville de Toulouse en France, puis il est reconduit en 2014. Il dirige à Barcelone l'Agence BAU B. Il s'occupe de l'urbanisme à partir de 1992 des villes suivantes : Tolède - Amerfoort - Trente - La Coruna - Belmondo - Palma de Majorque - Belft - Toulouse.

 (août 2017).
Améliorez-le ou discutez des points à vérifier. 
- Fermin Marimon, pour son parcours personnel et professionnel consacré au monde du cinéma sous tous ses aspects et sa contribution à la culture locale.
- Carmina Balaguer et Maruja Pelegrin, pour leur contribution à la promotion des valeurs de liberté et d'égalité des femmes, étant les promoteurs et fondateurs du premier centre de planning familial d'El Prat en Espagne, en 1977.
- Professeur Emilio Llorente, pour sa vie consacrée à une tâche éducative de qualité dans la ville, devenant une référence pour des générations.
- Josep Costa Prieto, pour sa contribution à la vie culturelle de la ville et son travail inlassable en face de la Kaddish Teatro.
- Josep Collell Mayol, pour son dévouement au monde de la peinture, du dessin, de l'enseignement et en tant qu'artiste.
- Josefa Puigpelat Ros bien connue sous le nom de Teresita, représentante des aide-soignantes à domicile pour avoir développé le bénévolat et pour son engagement.
- Angel Garcia Vidal, pour son dévouement au monde du dessin animé et sa contribution à l'enseignement de cette discipline à l'association « Amis de l'Art d'El Prat ».
- Alfred García, participant de Operación Triunfo 2017 et représentant de l'Espagne à l'Eurovision.

## Jumelages
- Garrovillas de Alconétar (Espagne), province de Cáceres, depuis le mois d'août 1997.
- Kukra Hill (Nicaragua), depuis l'année 1989.
- Gibara (Cuba), ville de la province de Holguin à Cuba. Gibara et El Prat sont « villes jumelles » depuis mai 1997, elles ont beaucoup d'éléments communs (textiles, pêche, agriculture, filatures).
- Fingal (Irlande), le partenariat a été officialisé à la St. George, 2006, lors d'une visite d'une délégation de Fingal au Prat de Llobregat.